# Witchthroat Serpent
Witchthroat Serpent ist eine französische Doom-Metal-Band.

## Geschichte
Die Band wurde 2011 in Toulouse gegründet. Bis zur Veröffentlichung des Debütalbums – es erschien u. a. bei Emetic Records – dauerte es drei Jahre. Weitere Alben folgten 2016 und 2018, ein Split-Album mit Dead Witches 2021. Zwischen den Alben Nummer zwei und drei erschien zudem eine EP. Unter anderem trat die Band 2015 beim Hellfest auf.

## Stil
Bei Metal.de wurde der Stil im Rahmen einer Rezension zum Album Swallow the Venom als „astreiner Doom Metal“ beschrieben. Als Referenzen wurden Electric Wizard und Saint Vitus genannt.

## Diskografie
- 2014: Witchthroat Serpent (Album, Deadlight Entertainment, Zanjeer Zani Productions, Emetic Records)
- 2016: Sang Dragon (Album, Svart Records, Hellas Records, Urtod Void, Deadlight Entertainment)
- 2017: Striped Dragon (Single; Svart Records)
- 2018: Swallow the Venom (Album, Svart Records)
- 2021: Doom Sessions Vol. 666 (Split-Album mit Dead Witches; Heavy Psych Sounds)